# Вікторія Саксен-Кобург-Готська
Вікто́рія Саксен-Кобург-Готська (англ. Victoria, Princess Royal; 21 листопада 1840 — 5 серпня 1901) — британська принцеса, друга німецька імператриця (1888). Представниця німецької Саксен-Кобург-Готської династії, що правила Великою Британією. Старша донька британської королеви королеви Вікторії та Альберта Саксен-Кобург-Готського. Дружина німецького імператора Фрідріха III (з 1858). Матір останнього німецького імператора Вільгельма ІІ. Похована у потсдамській Церкві миру біля чоловіка. Королівська принцеса.

## Біографія

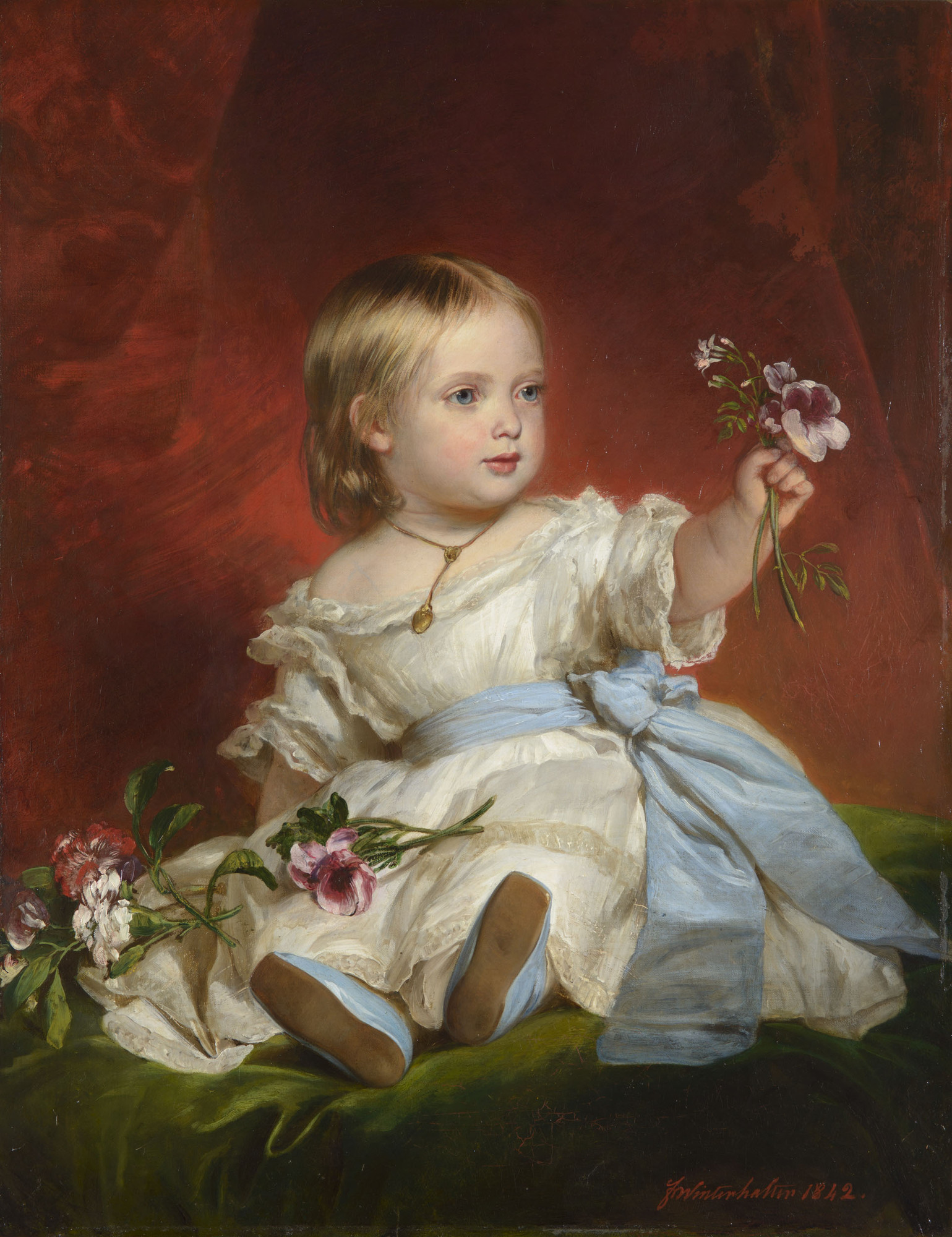
Королівська принцеса Вікторія. Картина Франца Ксавера Вінтергальтера, 1842

Вікторія з'явилась на світ 21 листопада 1840 року в Букінгемському палаці в Лондоні. Вона стала первістком в родині королеви Вікторії та Альберта Саксен-Кобург-Готського, народившись трохи більше, ніж за дев'ять місяців після весілля батьків. Хрестив новонароджену архієпископ Кентерберійський Вільям Хоулі. Хрещеними батьками стали Аделаїда Саксен-Майнінгенська, король Бельгії Леопольд I, герцог Саксен-Кобург-Готи Ернст I, герцог Сассекський Август Фредерік, герцогиня Глостерська Мері та бабуся з материнського боку Вікторія Саксен-Кобург-Заальфельдська. При народженні отримала титул королівської принцеси.

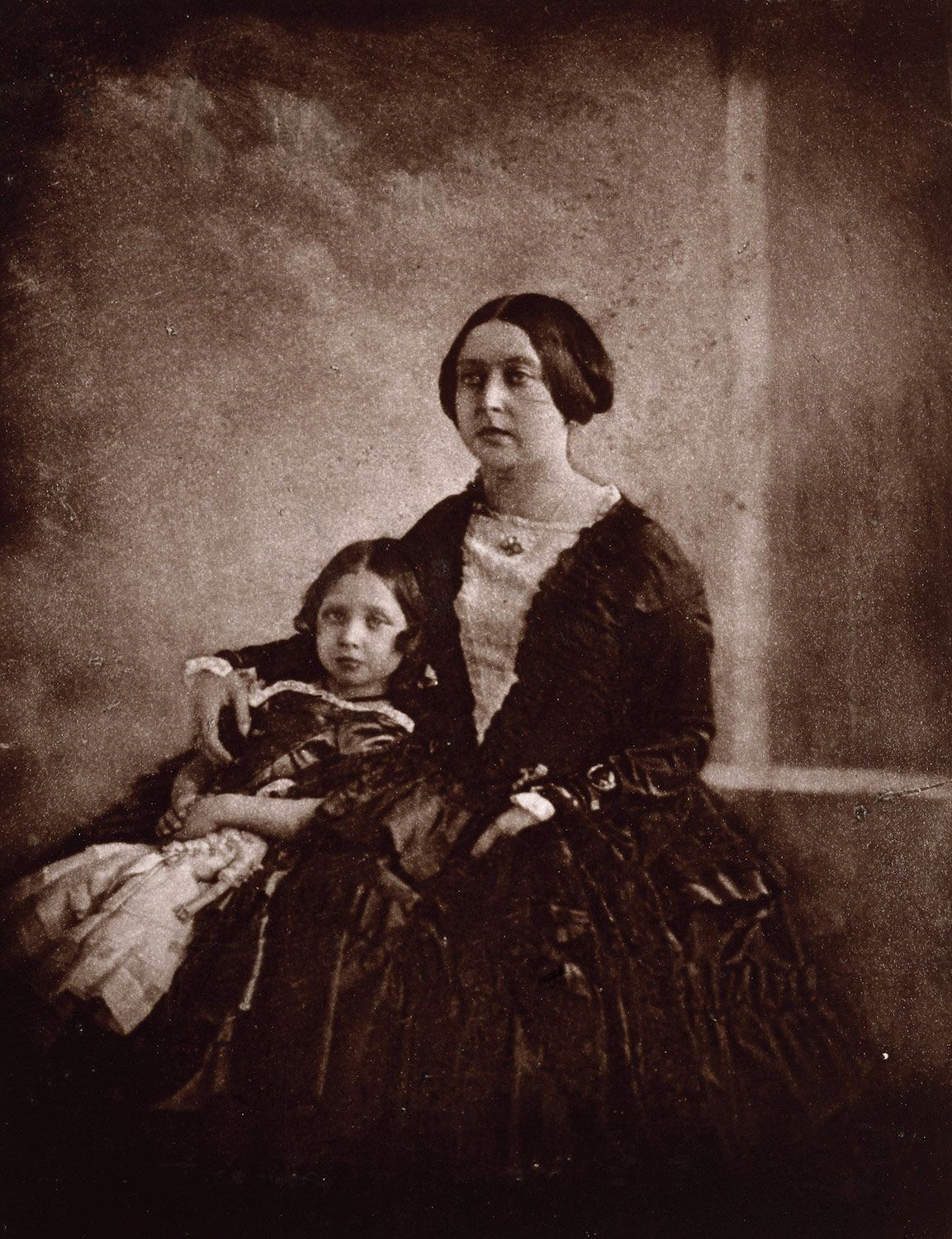
Королева Вікторія зі старшою дочкою. Фотографія 1844 року.

В родині дівчинку називали просто Вікі. Освіту здобувала під пильним наглядом батьків. Принцеса була не по роках розвиненою та розумною дівчинкою. До п'яти років вона вивчилася читати від своєї гувернантки леді Літтертон, а також розмовляти французькою у своєї французької покоївки. Надалі, французьку та німецьку мову Вікі вивчала із різними гувернанткам, латину ж, історію, літературу та природничі науки — із Сарою Енн Гілд'ярд. Мистецтву політики та філософії її навчав батько, принц Альберт.

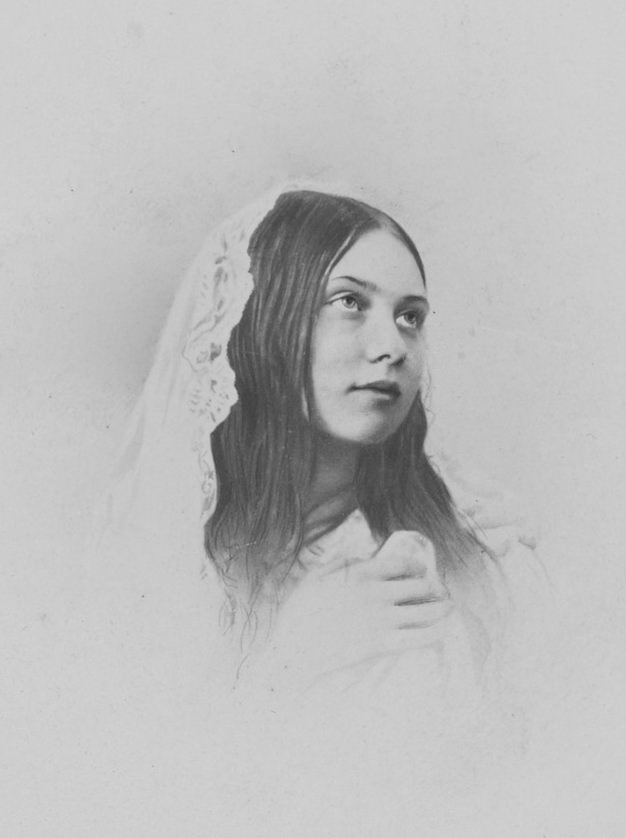
Вікторія. Фото близько 1855 року

В 11-річному віці принцеса познайомилася із своїм майбутнім чоловіком, пруським принцом Фрідріхом, якому тоді вже виповнювалося 20. Із батьками він був запрошений на відкриття Всесвітньої виставки у Лондоні. За три роки вони заручилися у Балморалському замку в Шотландії. 19 травня 1857 про заручини було оголошено офіційно.
25 січня 1858 року в Сент-Джеймському палаці Лондона відбулося весілля. Нареченій на той час було 17 років, нареченому — 26. Фрідріх доводився небожем бездітному правлячому королю Прусії Фрідріху-Вільгельму IV, тож в майбутньому мав успадкувати трон. Шлюб був заздалегідь спланованим династичним союзом, проте Вікторія та Фрідріх були закохані одне в одного, тож подружнє життя виявилося вдалим і щасливим. У пари народилося восьмеро дітей.

У 1861 році, після смерті короля Пруссії, трон успадкував Вільгельм I Гогенцоллерн, батько Фрідріха. Вони з Вікторією отримали титули кронпринца та кронпринцеси. Проте, у політичній діяльності вони участі не брали, будучи практично ізольованими від справ. Їхні ліберальні та англофільські погляди стикались із авторитарним правлінням Отто фон Бісмарка.

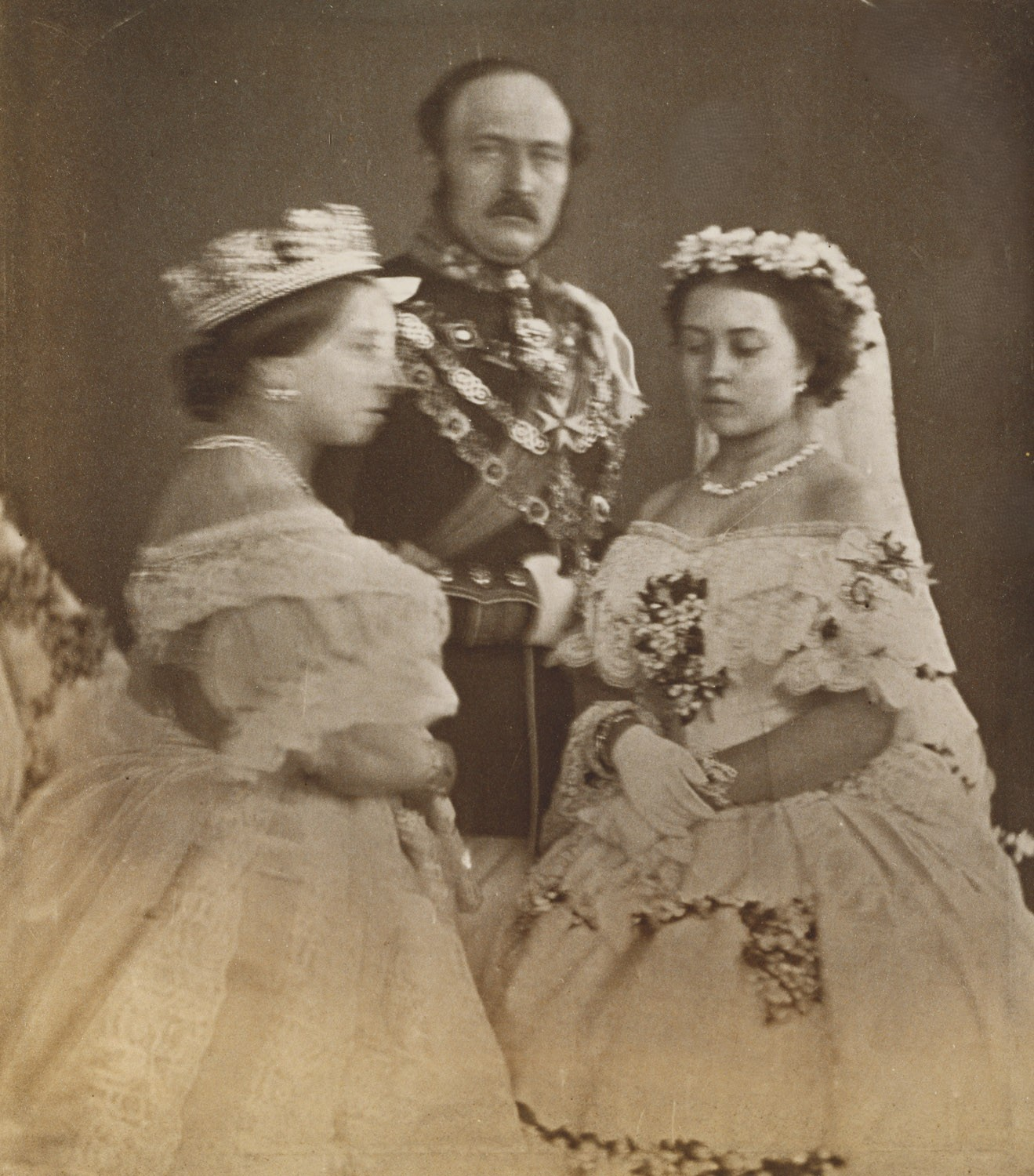
Зліва направо королева Вікторія, принц Альберт та принцеса Вікторія під час весілля останньої. Фотографія Томаса Річарда Вільямса, 1858

Проживала родина у Палаці Кронпринца на Унтер-ден-Лінден в центрі Берліна. Як талановита художниця, Вікторія завжди покровительствувала мистецтвам та сприяла проведенню виставки 1872 року.
9 березня 1888 року її чоловік зійшов на престол під іменем Фрідріха III. Вікторія отримала титул німецької імператриці та королеви Прусії. Проте новий правитель був невиліковно хворий на рак горла і помер за 99 днів після початку правління, не встигнувши зробити чогось вагомого для країни.

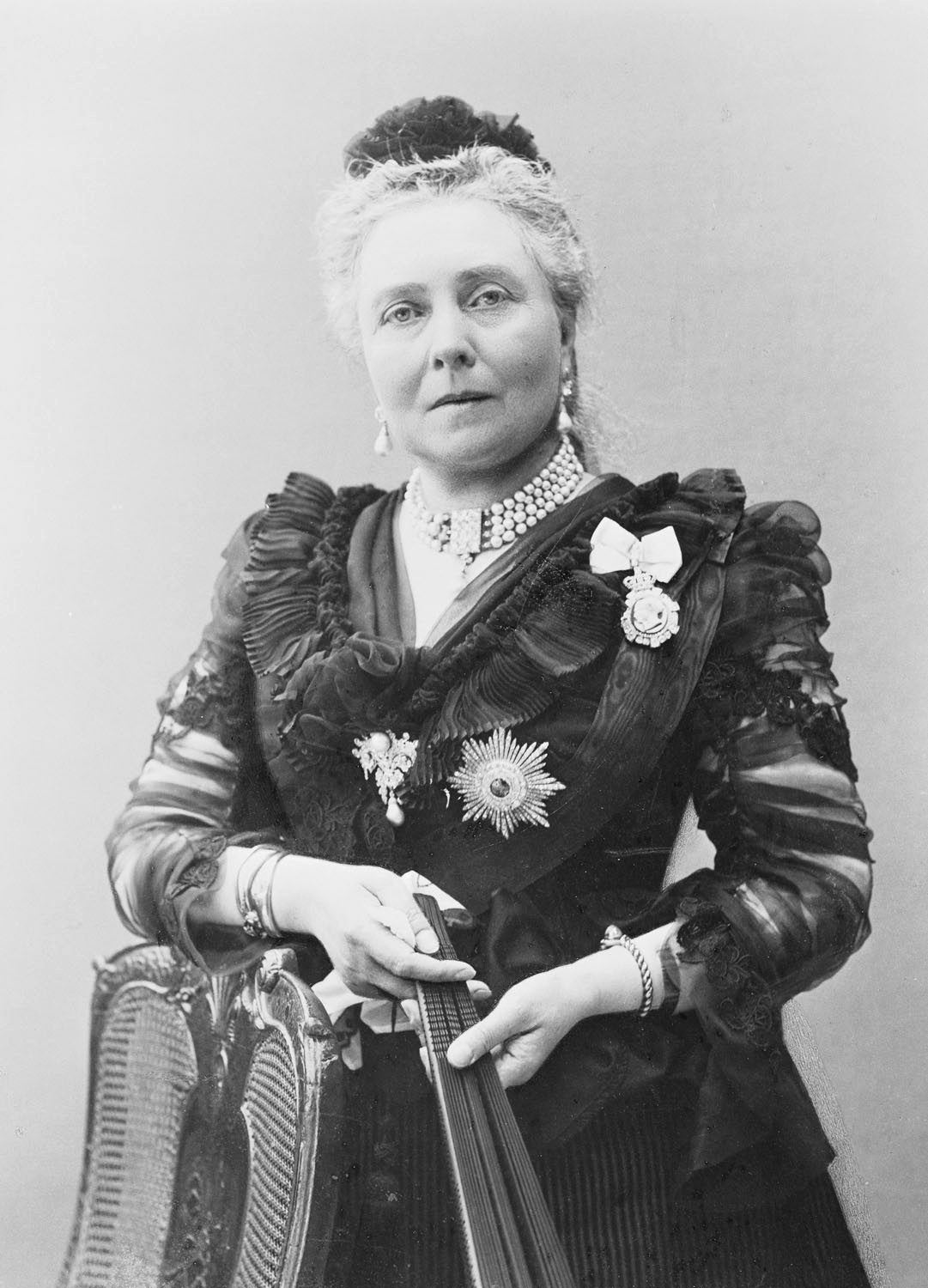
Імператриця Вікторія. Фотографія близько 1895-1896 років

Вікторію після того часто називали імператриця Фрідріх. Також німці часто кликали її Англійкою (Engländerin), через народження у Великій Британії та звичку розмовляти англійською вдома. Як і її матір, все подальше життя Вікторія носила жалобу за Фрідріхом. В пам'ять про чоловіка вона веліла звести замок Фрідріхшоф на пагорбах поблизу Кронбергу, де проводила більшу частину року. Інший час проводила у подорожах. Жила на отримувану пенсію. Її стосунки із старшим сином, що став імператором, покращились, оскільки Вікторія вже не була у центрі подій. В Берліні вдова- імператриця заснувала школи вищої освіти для дівчаток та курси медсестер. Весь час проживання в Німеччині підтримувала тісний зв'язок із британською родиною. Регулярно листувалася із матір'ю. В листах часто турбувалася про майбутнє Німеччини під владою старшого сина Вільгельма.
1899 року в імператриці діагностували рак. У серпні 1901 року вона померла у палаці Фрідріхшоф. Поховали її в королівському мавзолеї Фріденскірхе у Потсдамі, поруч із чоловіком та синами, що померли в дитинстві.

## Родина

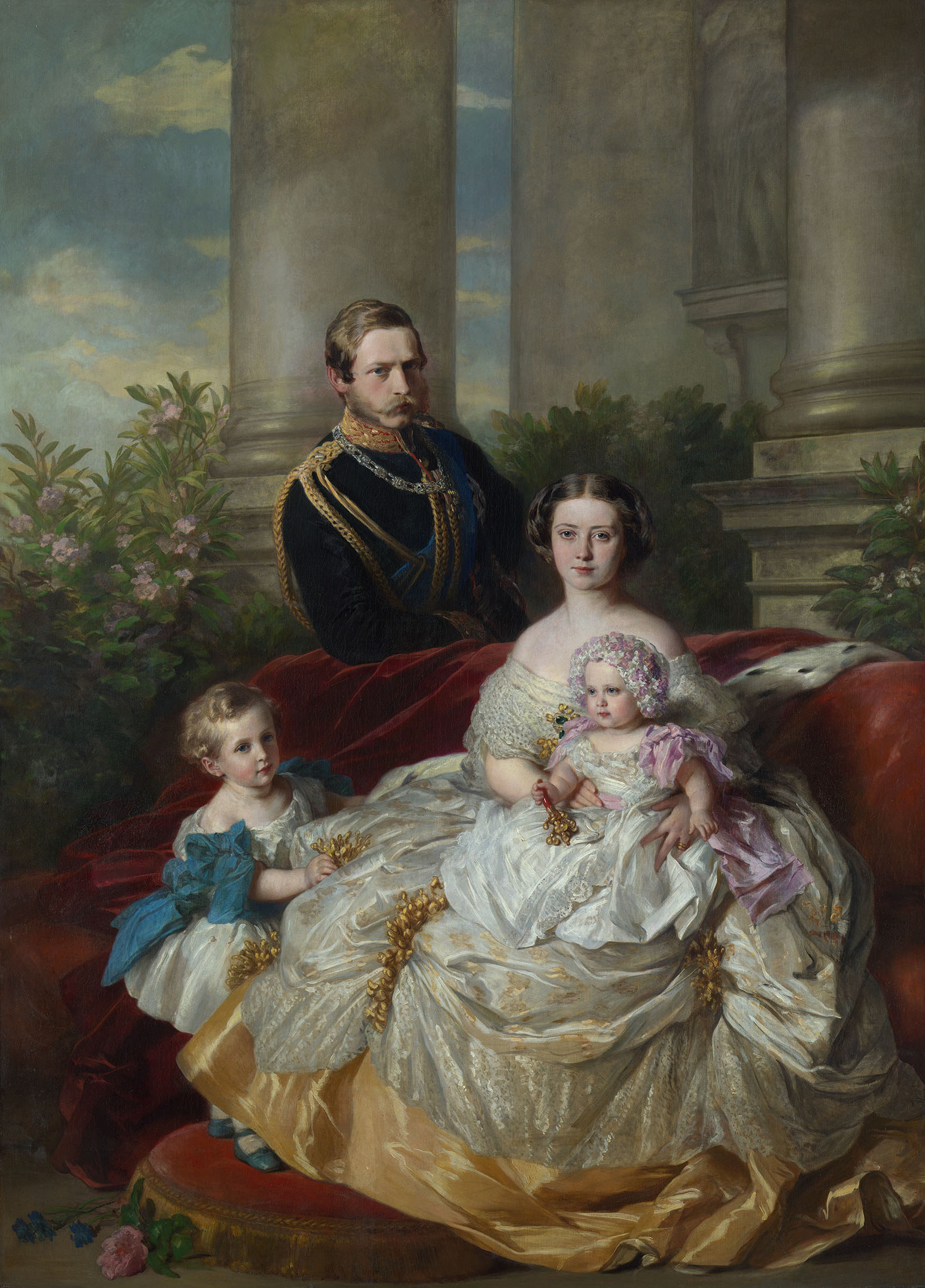
Вікторія із чоловіком і старшими дітьми на портреті пензля Ф. К. Вінтергальтера, 1862

Чоловік — Фрідріх III, німецький імператор
Діти:
- Вільгельм (1859—1941) — наступний імператор Німецької імперії, був двічі одружений, мав семеро дітей від першого шлюбу;
- Шарлотта (1860—1919) — дружина герцога Саксен-Майнінгенського Бернхарда III, мала єдину доньку, що не залишила нащадків;
- Генріх (1862—1929) — грос-адмірал, був одружений з Іреною Гессенською, мав трьох синів;
- Сиґізмунд (1864—1866) — помер у дитячому віці від менінгіту;
- Вікторія (1866—1929) — дружина принца Шаумбург-Ліппе Адольфа, згодом мадам Зубкова, дітей не мала;
- Вальдемар (1868—1879) — помер у віці 11 років від дифтерії;
- Софія (1870—1932) — дружина короля Греції Костянтина I, мала шестеро дітей;
- Маргарита (1872—1954) — дружина принца Гессенського Карла Фрідріха, який кілька місяців був номінальним королем Фінляндії, мали шестеро синів.

## Нагороди

### Британська імперія
- Королівський орден Вікторії та Альберта 1-го класу (10 лютого 1862)
- Орден Індійської корони (1 січня 1878)
- Королівський червоний хрест
- Орден Святого Джона, леді справедливості

### Прусське королівство
- Орден Луїзи 1-го класу
- Хрест «За заслуги» для жінок та дівчат
- Орден Чорного орла з ланцюгом (9 березня 1888)
- Орден Червоного орла, великий хрест (9 березня 1888)

### Інші країни
- Орден Святої Ізабелли (Португальське королівство; 31 серпня 1857)
- Орден Святої Катерини 1-го ступеня (Російська імперія; січень 1858)
- Орден Святого Карлоса, великий хрест (Мексиканська імперія; 10 квітня 1865)
- Орден Сидонії, великий хрест (Саксонське королівство; 1871)
- Орден Ольги (Вюртемберзьке королівство; 1871)
- Хрест Заслуг за 1870/71 (Баварське королівство)
- Орден Королеви Марії Луїзи (Іспанія; 25 січня 1878)
- Орден дому Саксен-Ернестіне, великий хрест